# Ampelisca wakabarae
Ampelisca wakabarae is een vlokreeftensoort uit de familie van de Ampeliscidae. De wetenschappelijke naam van de soort is voor het eerst geldig gepubliceerd in 2008 door Valério-Berardo.